# Casualties of Cool
Casualties of Cool – kanadyjski duet wykonujący muzykę z pogranicza country i ambientu. Powstał w 2010 roku w Vancouver z inicjatywy wokalistki Ché Aimee Dorval oraz Devina Townsenda, wokalisty i gitarzysty znanego m.in. z występów w zespole Strapping Young Lad. 
Prace nad pierwszym albumem grupa rozpoczęła w październiku 2010 roku. Jednakże Townsend upublicznił projekt niemal dwa lata później. Debiutancki album studyjny formacji zatytułowany Casualties of Cool ukazał się 14 maja 2014 roku nakładem należącej do Townsenda oficyny HevyDevy Records. Wśród gości na płycie znaleźli się m.in. saksofonista Jørgen Munkeby, znany z występów w zespole Jaga Jazzist. Materiał został sfinansowany za pomocą środków pozyskanych na platformie crowdfundingowej Pledgemusic.

## Dyskografia
| Tytuł              | Dane dot. albumu                                 | Pozycja na liście | Sprzedaż         |
| Tytuł              | Dane dot. albumu                                 | UK                | Sprzedaż         |
| ------------------ | ------------------------------------------------ | ----------------- | ---------------- |
| Casualties of Cool | - Data: 14 maja 2014 - Wydawca: HevyDevy Records | 77                | - USA: 4,1 tys.+ |

## Teledyski
| Tytuł         | Rok  | Reżyseria         | Album              | Źródło |
| ------------- | ---- | ----------------- | ------------------ | ------ |
| "Fight"       | 2014 | Konrad Palkeiwicz | Casualties of Cool | [ 8 ]  |
| "Mountaintop" | 2014 | Jessica Cope      | Casualties of Cool | [ 2 ]  |